# مولن-سور-سیفونس
مولن-سور-سیفونس (به فرانسوی: Moulins-sur-Céphons) یک کمون در فرانسه است که در اندر واقع شده‌است. مولن-سور-سیفونس ۳۲٫۱۷ کیلومتر مربع مساحت و ۳۳۱ نفر جمعیت دارد و ۱۲۵ متر بالاتر از سطح دریا واقع شده‌است.